# Mongaguá
Mongaguá est une municipalité de l’État de São Paulo dans la Région métropolitaine de la Baixada Santista. La population recensée en 2010 était de 46 310 habitantes et sa surface était de 142 km2, résultant une densité de population de 323 hab/km2. Comme elle est coincée entre la Serra do Mar et l’Océan Atlantique, elle reçoit beaucoup de pluie.

## Toponyme
Le toponyme Mongaguá provient du nom donné à la région par les indigènes qui y  vivaient et ainsi avaient baptisé le lieu. Mongaguá signifierait, en tupi, eaux gluantes. Cependant, d’autres noms furent proposés comme Terre des Saints des Miracles, Terre des Pères et Rio fantôme.

## Histoire

### Époque pré-coloniale
Les premiers occupants du territoire qui est connu aujourd’hui comme Mongaguá étaient du tronc tupi et habitaient, au XVIe siècle, les bords des rios Mongaguá et Iguapeu

### Colonisation portugaise
Le Portugais Martim Afonso de Sousa débarqua dans les Îles de São Vicente en 1532, et il y fut créé le premier noyau de peuplement du pays ; Mongaguá faisait partie de São Vicente. En 1948, le district de Mongaguá fut créé l'incorporant dans la municipalité d'Itanhaém. Plus tard, le 7 décembre 1959, Mongaguá fut séparée d'Itanhaém et élevée à municipalité

## Géographie
- Topographie : 60 % de terrain plat et 40 % de montagne.
- Altitude : en terrain plat et en zones urbaines, l'altitude est d'environ 5 mètres par rapport au niveau de la mer.
- Distances (km) :
  - São Paulo: 91
  - Santos : 43
  - Bertioga : 60
  - Guarujá : 45
  - São Vicente : 30
  - Praia Grande : 20
  - Itanhaém : 18
  - Peruíbe : 43
  - Itariri : 69
- Limites :
  - Nord : São Vicente
  - Sud : Océan Atlantique
  - Est : Praia Grande
  - Ouest : Itanhaém
- Hydrographie
  - Rio Branco
  - Rio Aguapeú
  - Rio Bichoró
  - Rio Mineiro
  - Rio Mongaguá
  - Océan Atlantique

## Climat
Le climat de Mongagua est subtropical humide sans mois secs, avec des étés chauds et des hivers doux. Le mois le plus chaud est janvier, avec une moyenne de 24 °C et le plus froid est juillet, avec une moyenne de 17 °C.
| mois      | temp. min. | temp. max. | mm H2O |
| --------- | ---------- | ---------- | ------ |
| janvier   | 19,5       | 28,4       | 246,7  |
| février   | 19,2       | 28,3       | 299    |
| mars      | 18,7       | 28         | 225,5  |
| avril     | 16,6       | 25,6       | 180    |
| mai       | 14,1       | 23,5       | 139,7  |
| juin      | 13,2       | 22,3       | 108    |
| juillet   | 11,8       | 22         | 83,4   |
| août      | 13         | 23,2       | 98,2   |
| septembre | 14,6       | 23,2       | 129,2  |
| octobre   | 15,4       | 24,4       | 162,7  |
| novembre  | 16,6       | 25,8       | 160,4  |
| décembre  | 19,3       | 26,7       | 162,4  |

## Démographie
Données du recensement - 2000
- Population totale : 35 098
  - Urbaine : 34 942
  - Rurale : 156
  - Hommes : 17 996
  - Femmes : 17 102
- Densité de population (hab./km2) : 256,19
- Mortalité infantile jusqu'à 1 an (pour mille) : 17,53
- espérance de vie (ans) : 70,36
- Taux de fécondité (enfants par femme) : 2,85
- Taux d'alphabétisation : 92,64 %
- Indice de développement humain (IDH-M) : 0,783
  - IDH-M Revenus : 0,729
  - IDH-M Longévité : 0,756
  - IDH-M Éducation : 0,865

## Transport
Le principal accès à Mongaguá se fait par l'autoroute Rodovia Padre Manuel da Nóbrega.

## Religion
La municipalité fait partie du Diocèse catholique de Santos.

## Tourisme

### Station balnéaire
Mongaguá est une des 15 municipalités paulistas considérées comme stations balnéaires par l'État de São Paulo parce qu'elles obéissent à des conditions prédéfinies par loi d'État. Ce statut garantit à ces municipalités une subvention spéciale de la part de l'État pour encourager le tourisme local. La municipalité gagne aussi le droit d'apposer à son nom “estância balneária”. C'est ainsi qu'elle est désignée tant dans la correspondance municipal officiel que dans les correspondances de l'État.

### Points touristiques
- Les plages
- Le Parc écologique à Tribuna
- Le Village tupi-guaranis
- Le Belvédère
- La Place Dudu Samba
- La zone Rural
- Le puits des Antas
- La statue Notre Dame Aparecida
- La plateforme de pêche
- La foire d'artisanat